# Mauern der Gewalt
Mauern der Gewalt (Originaltitel: Starred Up) ist ein britisches Gefängnis-Drama von 2013. Regie führte David Mackenzie nach einem Drehbuch von Jonathan Asser. Die Hauptrollen übernahmen Jack O’Connell und Ben Mendelsohn.

## Handlung
Der junge Eric wird aufgrund seiner Gewaltbereitschaft aus einer Jugendstrafanstalt in ein Hochsicherheitsgefängnis für Erwachsene verlegt. Schon kurze Zeit später schlägt er versehentlich einen Insassen bewusstlos, danach kann er sich gegen ein paar Wärter behaupten, die ihn später aber mit Handschellen fesseln können. Als diese ihn daraufhin verprügeln wollen, wird er von Oliver, einem ehrenamtlichen Gefängnistherapeuten, der Eric rät, seiner Therapiegruppe beizutreten, vor der Vergeltung der Wärter gerettet. Seinen Vater Neville, der im selben Gefängnis eine lebenslange Haftstrafe verbüßt, trifft er während des Ausgangs im Hof. Neville ist Mitglied des Gangsterbosses Dennis, der das Gefängnis kontrolliert. Der Vater rät Eric, sich zu benehmen, ansonsten werden ihn die Wärter umbringen und es wie einen Unfall aussehen lassen.
Die Sitzungen der Therapiegruppe arten oft in wütende Tiraden aus, doch mit der Zeit beginnt Eric, sich mit den anderen Gruppenmitgliedern anzufreunden. Während sein Vater ihm befohlen hat, sich zu benehmen, ärgert er sich über die Verbrüderung seines Sohnes mit Schwarzen. Doch als andere Häftlinge vor haben, Eric in die Toilette zu tauchen, schreitet einer der schwarzen Gruppenkameraden ein, um ihn zu retten. Der Vater versucht, seine Dominanz durchzusetzen und Eric dazu zu bringen, sich an die Gefängnisregeln zu halten, damit er irgendwann rauskommt. Eric entdeckt, dass sein Vater eine romantische Beziehung zu seinem Zellengenossen unterhält und ist davon angewidert.
Dennis beginnt, Eric zu betreuen, da er sein jüngeres Ich in ihm sieht. Aber nachdem Eric ihn zusammenschlägt, befiehlt dieser dem Gefängnisdirektor, Eric zu töten. Während Neville Dennis sagt, dass er den Tod seines Sohnes nicht dulden wird, beginnen die Gefängniswärter im Keller, Eric zu erhängen, damit es wie Selbstmord aussieht. Als Dennis Neville erstechen will, überwältigt und ersticht Neville ihn, danach rennt er zu Eric und rettet ihn. Später, als Neville verlegt wird, gönnen die Wärter Vater und Sohn einen Moment, sich zu verabschieden.

## Produktion

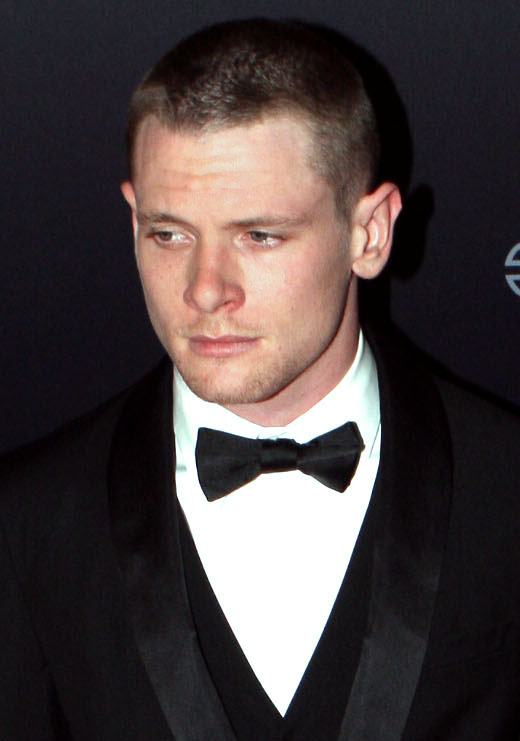
Jack O’Connell 2014

Im Oktober 2012 wurde bestätigt, dass David Mackenzie die Regie übernimmt und Jack O’Connell die männliche Hauptrolle spielen wird. Mit einem Budget von 2 Millionen Pfund wurde der Film in ehemaligen Gefängnissen in Belfast und Lisburn gedreht.

## Veröffentlichung
Der Film feierte seine Premiere auf dem Telluride Film Festival in Colorado, bevor er im September 2013 auf dem Toronto International Film Festival gezeigt wurde und sowohl Beifall als auch Lob erntete. Ab Oktober wurde er auf dem London Film Festival, und anderen Film-Festivals gezeigt.
Der Film kam am 21. März 2014 in Großbritannien und Irland in die Kinos.

## Rezeption

### Kritiken
Bei Rotten Tomatoes hat der Film eine Zustimmung von 99 Prozent bei 115 Kritiken, wobei das durchschnittliche Rating bei 7,9/10 liegt. Bei Metacritic bekam der Film eine gewichtete Durchschnittsnote von 81/100, basierend auf 26 Kritiken, was auf „universelle Anerkennung“ hinweist.
Der Filmdienst meint: „Gefängnisfilme haben ein fast so strenges Regelwerk wie Gefängnisse selbst: die Hierarchie der verfeindeten Gruppen, der Kampf gegen die Wärter, Isolation und Hass, der irgendwann zum Aufstand führt. David Mackenzie lässt in seinem Film nichts davon aus, und doch hat er einen der außergewöhnlichsten Gefängnisfilme überhaupt gedreht.“

### Auszeichnungen
| Festival                           | Zeitpunkt        | Kategorie                          | Preisträger und Nominierte | Ergebnis  |
| ---------------------------------- | ---------------- | ---------------------------------- | -------------------------- | --------- |
| British Independent Film Awards    | 8. Dezember 2013 | Bester Britischer Independent-Film |                            | Nominiert |
| British Independent Film Awards    | 8. Dezember 2013 | Bester Regisseur                   | David Mackenzie            | Nominiert |
| British Independent Film Awards    | 8. Dezember 2013 | Bester Schauspieler                | Jack O’Connell             | Nominiert |
| British Independent Film Awards    | 8. Dezember 2013 | Bester Nebendarsteller             | Ben Mendelsohn             | Gewonnen  |
| British Independent Film Awards    | 8. Dezember 2013 | Bester Nebendarsteller             | Rupert Friend              | Nominiert |
| British Independent Film Awards    | 8. Dezember 2013 | Bestes Drehbuch                    | Jonathan Asser             | Nominiert |
| British Independent Film Awards    | 8. Dezember 2013 | Beste Leistung in der Produktion   |                            | Nominiert |
| British Independent Film Awards    | 8. Dezember 2013 | Beste technische Leistung          | Shaheen Baig               | Nominiert |
| Dublin International Film Festival | 22. Februar 2014 | Bester Schauspieler                | Jack O’Connell             | Gewonnen  |
| Irish Film & Television Awards     | 5. April 2014    | Bester Schnitt                     | Jake Roberts, Nick Emerson | Nominiert |
| London Film Festival               | 8. Januar 2014   | Bester Film                        |                            | Nominiert |
| London Film Festival               | 8. Januar 2014   | Bester britischer Newcomer         | Jonathan Asser             | Gewonnen  |